# Hurt Business
L'Hurt Syndicate è una stable di wrestling attiva in WWE tra il 2020 e il 2021 e, di nuovo, nella All Elite Wrestling dal 2024, composta da Bobby Lashley e Shelton Benjamin ed MVP.

## Storia

### Origini (2020)
Il 19 luglio 2020, ad The Horror Show at Extreme Rules, MVP sconfisse Apollo Crews per forfait e si autoproclamò nuovo WWE United States Champion, sfoggiando una nuova cintura. Nella puntata di Raw del 20 luglio MVP prese sotto la sua ala protettiva Bobby Lashley e Shelton Benjamin, i quali furono sconfitti da Cedric Alexander e Ricochet.

### Debutto e vari match (2020-2021)
Dopo aver formalizzato la nascita della stable, chiamandola The Hurt Business, MVP affrontò Apollo Crews per il WWE United States Championship senza successo. Il 20 dicembre 2020, a TLC: Tables, Ladders & Chairs 2020, Alexander e Benjamin sconfissero Kofi Kingston e Xavier Woods, conquistando così il WWE Raw Tag Team Championship. Nella puntata di Raw del 1º febbraio, Lashley fu sconfitto per squalifica da Riddle, pur mantenendo il titolo degli Stati Uniti, mentre Alexander e Benjamin difesero con successo i titoli contro i Lucha House Party. Il 21 febbraio, a Elimination Chamber 2021, Lashley perse il titolo degli Stati Uniti a favore di Riddle in un Triple Threat match che comprendeva anche John Morrison. Nella puntata di Raw del 1º marzo Lashley sconfisse The Miz in un Lumberjack match conquistando il WWE Championship, mentre Alexander e Benjamin difesero con successo i titoli di coppia contro Adam Pearce e Braun Strowman. Nella puntata di Raw del 15 marzo Alexander e Benjamin persero i titoli contro il New Day dopo 85 giorni di regno.

### Scioglimento (2021)
Nella puntata di Raw del 29 marzo Alexander e Benjamin si ribellarono a Lashley, il quale li aveva accusati di non aver saputo sconfiggere Drew McIntyre la settimana precedente, e vennero entrambi attaccati.

## Nel wrestling

### Mosse finali
- Bobby Lashley
  - Hurt Lock (Full nelson)
- Cedric Alexander
  - Lumbar Check (Double knee backbreaker)
- Shelton Benjamin
  - Paydirt (Leaping reverse STO)

### Manager
- MVP

### Musiche d'ingresso
- It's Time dei CFO$

## Titoli e riconoscimenti
- All Elite Wrestling
  - AEW World Tag Team Championship (1) - Bobby Lashley e Shelton Benjamin
- WWE
  - WWE Raw Tag Team Championship (1) – Cedric Alexander e Shelton Benjamin